# Ivan Krăstev
Ivan Krăstev Turlakov (in bulgaro Иван Кръстев Турлаков?; Nova Zagora, 29 aprile 1946) è un lottatore bulgaro, specializzato nella lotta libera.

## Biografia
Rappresentò la Bulgaria ai Giochi olimpici estivi di Monaco di Baviera 1972, dove vinse la medaglia di bronzo nel torneo dei pesi piuma.

## Palamarès
- Giochi olimpici

Monaco di Baviera 1972: bronzo nei pesi piuma